# Portrait de donateur

Cette Nativité de Rogier van der Weyden du XVe siècle montre le donateur habillé à la mode intégré dans la scène principale, panneau central d'un triptyque.

Un portrait de donateur ou portrait votif est un portrait dans une grande peinture ou autres travaux montrant la personne qui a commandé et payé le tableau, ou un membre de sa famille, ou (beaucoup plus rarement) la famille de la donatrice. Un portrait de donateur se réfère généralement au portrait ou portraits des seuls donateurs, comme partie d'un travail plus vaste, tandis qu'un portrait votif  peut souvent désigner l'ensemble de l'œuvre d'art, y compris par exemple une Vierge Marie, en particulier si le donateur est très important. Les termes ne sont pas utilisés de façon très régulière par les historiens d'art, comme le souligne Angela Marisol Roberts et peuvent également être utilisés pour des sujets religieux plus petits probablement réalisés pour être conservés par le commanditaire plutôt qu'offerts à une église.
Les portraits de donateurs sont très fréquents dans les œuvres d'art religieux, en particulier les peintures, du Moyen Âge à la Renaissance, le donateur généralement représenté à genoux de côté, au premier plan de l'image. Souvent, même tard dans la Renaissance, les portraits des donateurs, en particulier lorsqu'il s'agit de toute une famille, sont à une échelle beaucoup plus petite que les principaux personnages, au mépris de la perspective linéaire. Vers le milieu du XVe siècle, les donateurs commencent à être montrés intégrés dans la scène principale, comme spectateurs et même participants.

## Emplacement

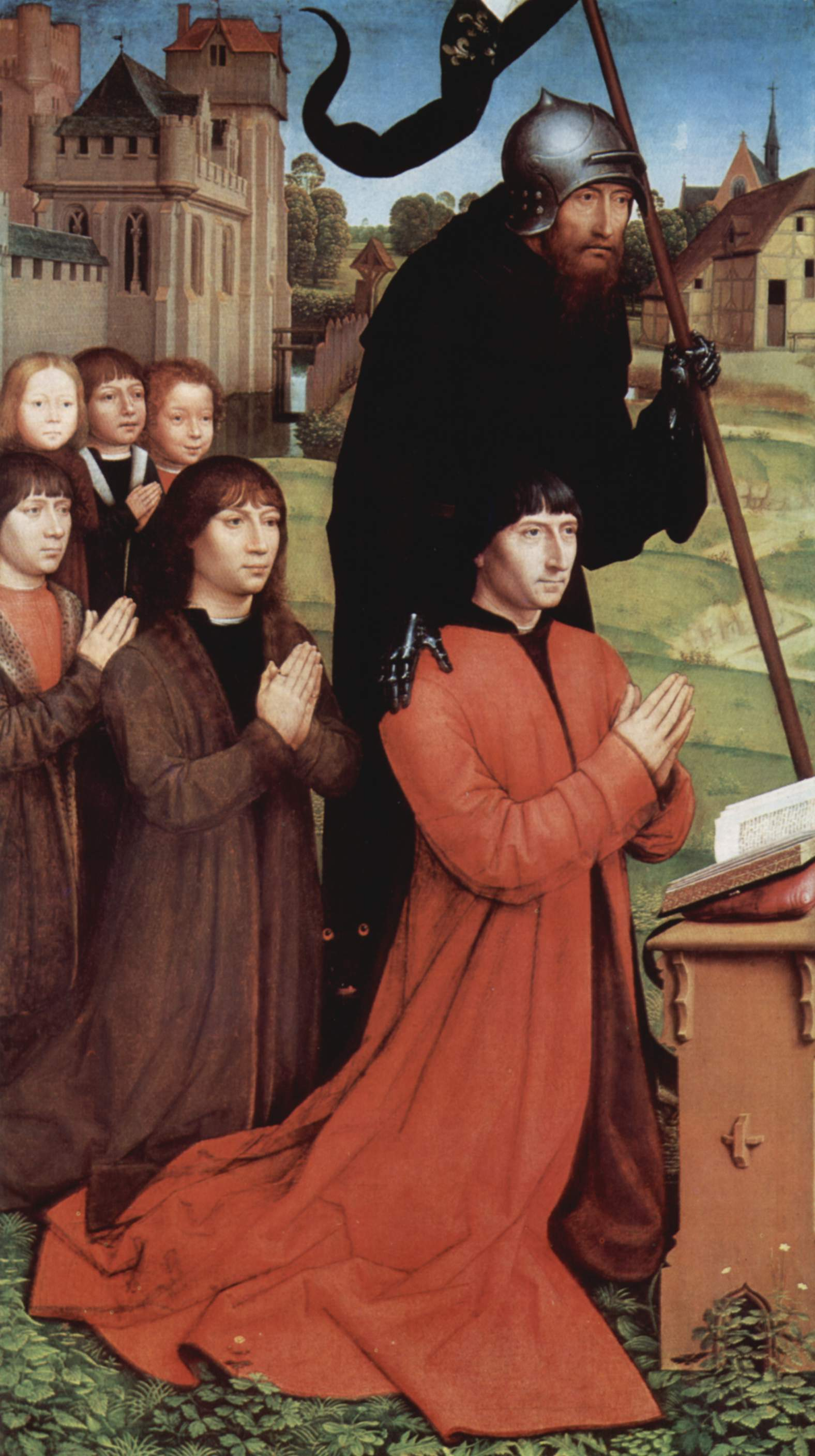
Côté masculin.
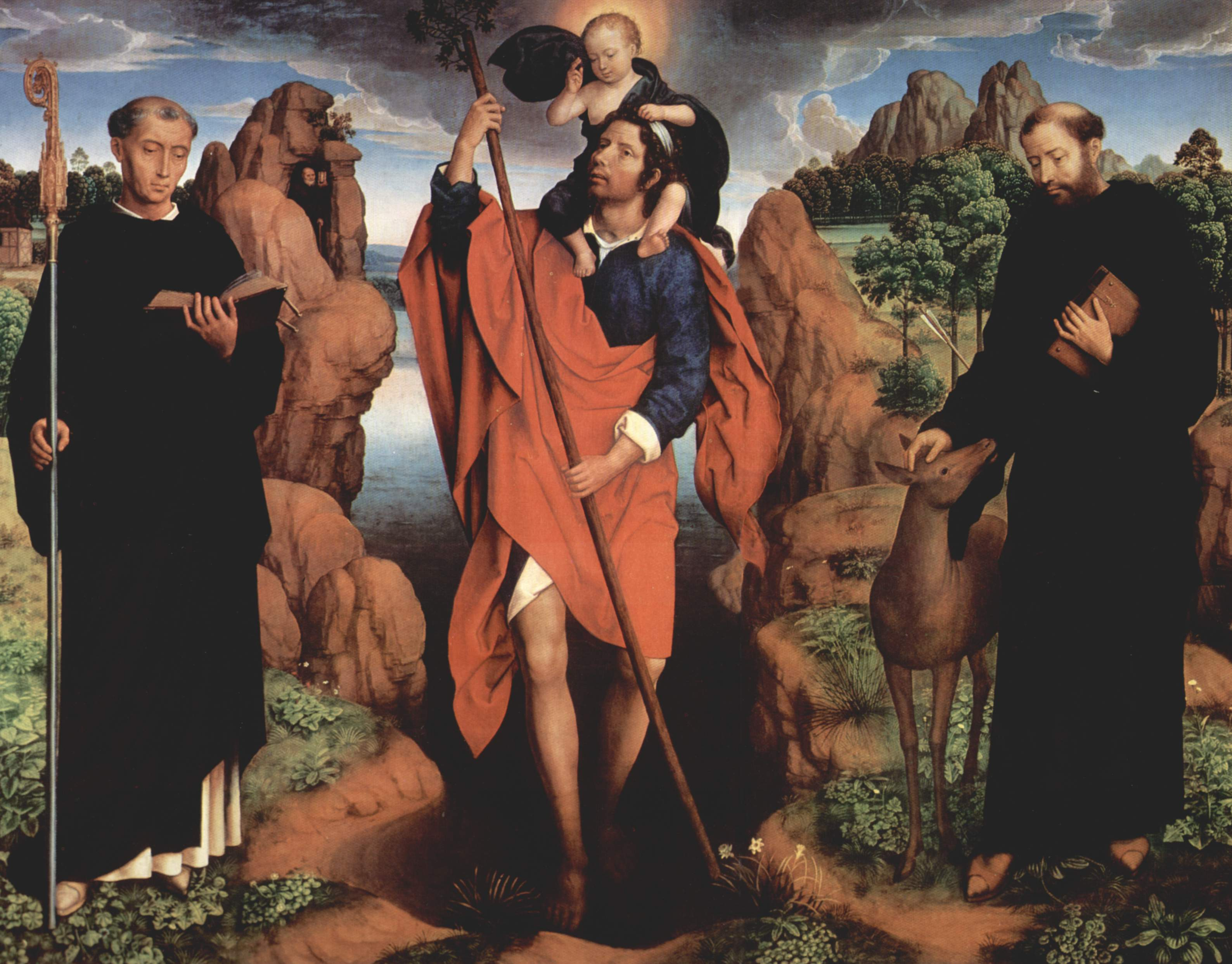
Panneau central.
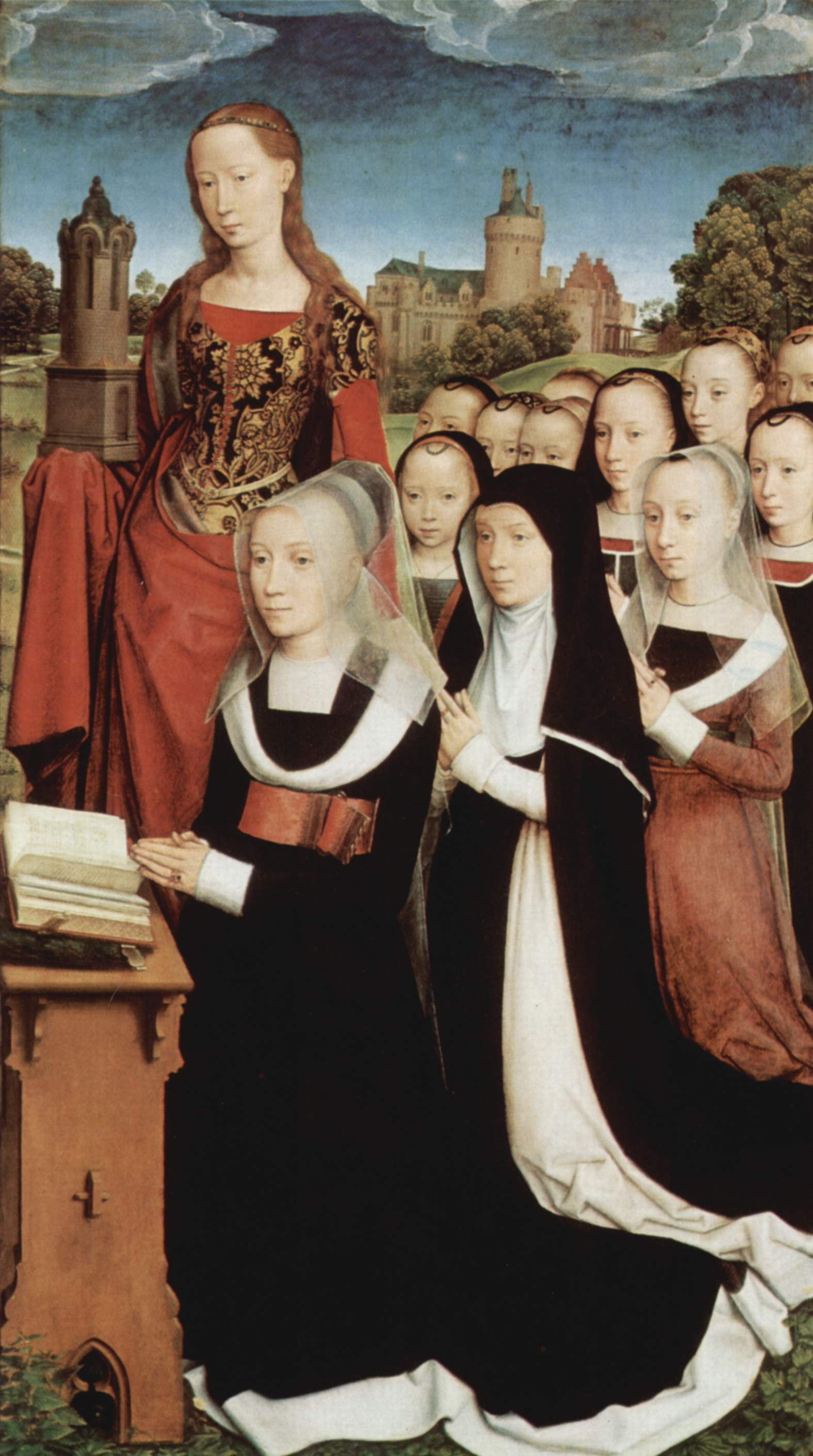
Côté féminin.

- Côté masculin du panneau du Triptyque de Willem Moreel de Hans Memling : le père est soutenu par son saint patron, avec ses cinq fils derrière lui.
- Côté féminin du Triptyque de Willem Moreel de Memling comportant douze membres d'une famille.

Le but des portraits de donateur est de commémorer le donateur et sa famille, et en particulier de solliciter des prières pour eux après leur mort. Les dons à l'église de bâtiments, retables ou de vastes surfaces de vitraux sont souvent accompagnés de legs ou de conditions assurant que des messes pour le donateur seront dites à perpétuité, et les portraits des personnes concernées sont censés encourager les prières en leur nom, à leur époque et ultérieurement. L'exposition des portraits dans un lieu public est aussi une expression de statut social. Les portraits de donateur se doublent de monuments sur tombes dans les églises, l'autre principal moyen de parvenir à ces fins, bien que les portraits de donateur présentent l'avantage que le commanditaire peut les voir exposés de son vivant. Par ailleurs, les portraits de donateurs chez les Primitifs flamands suggèrent que leur objectif supplémentaire est de servir de modèles pour l'observateur pendant sa prière et sa méditation émotionnelle - non pas pour être imité en tant que personnes idéales comme les saints représentés, mais pour servir de miroir pour le destinataire afin qu'il réfléchisse sur lui-même et son état de péché, l'amenant idéalement à la connaissance de lui-même et de Dieu. S'adonner à cette délibération intérieure pendant la prière est en accord avec les concepts médiévaux tardifs de la prière, entièrement développés par la dévotion moderne. Ce processus peut être renforcé si l'observateur en prière est le donateur lui-même. 
Quand un bâtiment entier est financé, une sculpture du commanditaire peut être incluse sur la façade ou ailleurs dans le bâtiment. La Vierge du chancelier Rolin de Jan van Eyck est un petit tableau où le donateur Nicolas Rolin partage la surface du tableau à égalité avec la Vierge et l'Enfant, mais Rolin a donné de grandes sommes à l'église de sa paroisse, dans laquelle la peinture est suspendue, qui est représentée par l'église au-dessus de ses mains en prière dans le paysage urbain derrière lui.
Parfois, comme pour L'Agneau mystique, les donateurs sont présentés sur la vue fermée d'un retable avec des ailes amovibles, ou sur les deux panneaux latéraux, comme dans le triptyque Portinari et les Memlings ci-dessus, ou tout simplement sur un côté, comme dans le triptyque de Mérode. S'ils sont sur des côtés différents, les hommes sont normalement situés sur la gauche pour le spectateur, emplacement honorifique à droite dans l'espace de l'image. Dans les groupes familiaux, les personnages sont généralement répartis par sexe. Des groupes de membres de confréries, parfois avec leurs femmes, peuvent aussi s'y trouver. Des membres supplémentaires de la famille, par naissances ou mariages, peuvent être ajoutés plus tard et les décès peuvent être signalés par l'ajout de petites croix tenues dans des mains jointes.
Au moins dans le nord de l'Italie, ainsi que sur les grands retables et fresques par les plus grands maîtres qui attirent le plus d'attention de l'histoire de l'art, il y a un groupe plus nombreux de petites fresques avec un seul saint et un unique donateur sur les parois latérales, susceptibles d'être repeintes dès que les bougies allumées devant elles sont tombées ou qu'un riche donateur a besoin d'espace pour un grand cycle de fresque, comme rapporté dans un conte italien du XVe siècle :
« Et alors qu'il va en compagnie du maître maçon, il examine quelle figure laisser et quelle détruire, le prêtre repère un Saint Antoine et dit : « Conserve celui-ci ». Il trouve alors une image de Saint Sano et dit : « Il faut se débarrasser de celui-ci car depuis aussi longtemps que je suis prêtre ici, je n'ai jamais vu quelqu'un allumer une bougie en face de lui, il ne m'a jamais semblé utile; Par conséquent, maçon, débarrasse nous de lui. » »

## Histoire

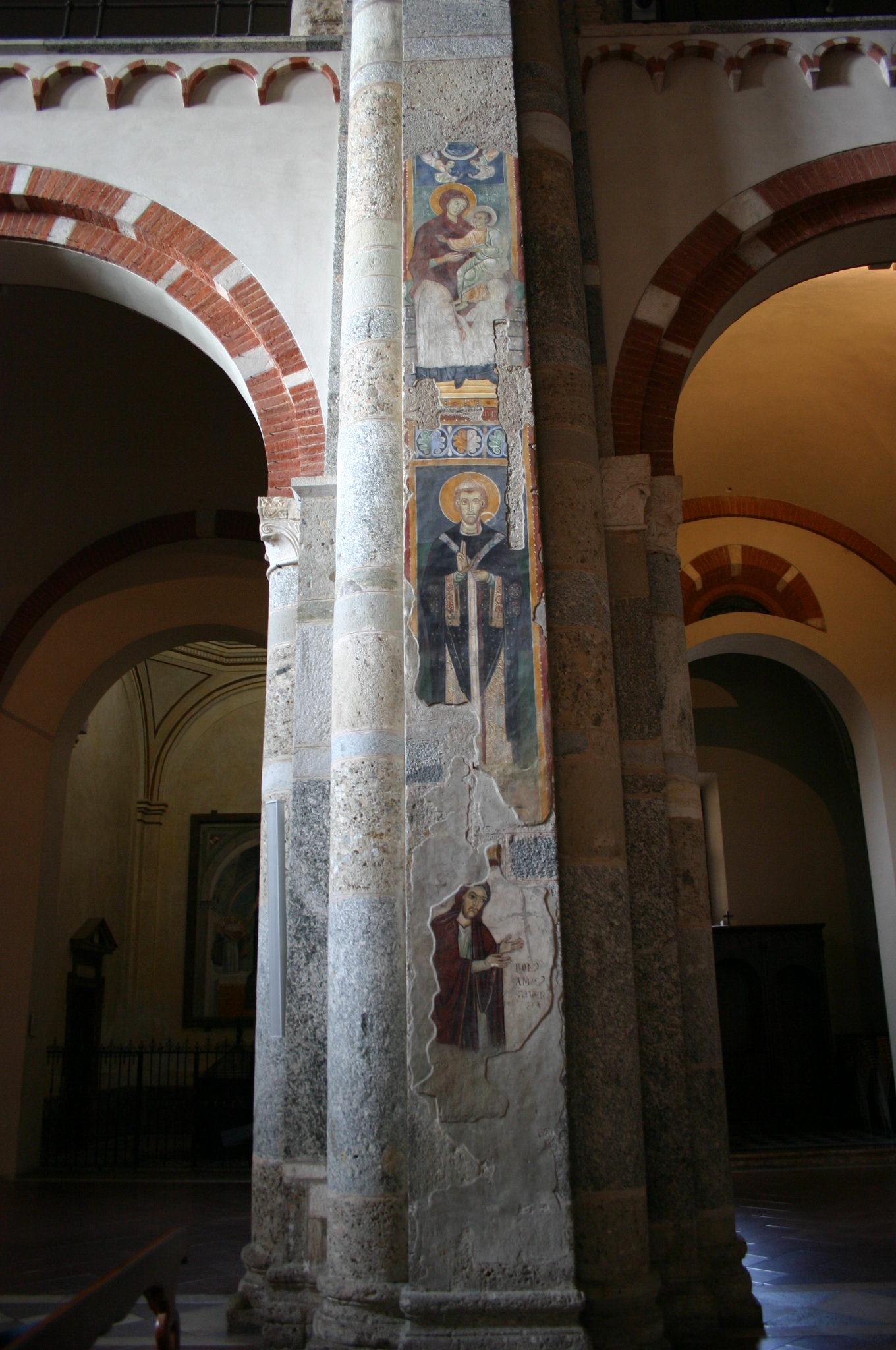
Fresques du XIIIe siècle à Milan : Vierge et l'Enfant, Saint Ambroise, et le donateur Bonamico Taverna (détail)

Les portraits de donateurs ont une histoire continue depuis l'Antiquité tardive et le portrait dans le manuscrit Dioscoride de Vienne datant du VIe siècle pourrait bien refléter une tradition classique de longue date, tout comme les portraits d'auteurs trouvés dans ce même manuscrit sont supposés faire. Une peinture dans les Catacombes de Commodilla de 528 représente une Vierge à l'Enfant entourée de deux saints, avec Turtura, une donatrice, en face de la main gauche du Saint qui a sa main sur son épaule; des compositions très similaires ont été produites un millénaire plus tard. Une autre tradition avec un précédent pré-chrétien est celles des images royales ou impériales montrant le souverain sous une figure religieuse, habituellement le Christ ou la Vierge Marie dans les exemples chrétiens, tandis que les figures divines et royales indiquent une forme de communication les unes avec les autres. Bien qu'aucun n'a survécu, il existe des preuves littéraires de portraits de donateur dans de petites chapelles de la période du christianisme ancien, prolongeant probablement les traditions des temples païens.
Les panneaux de mosaïque du VIe siècle dans la Basilique de San Vitale à Ravenne de l'empereur Justinien Ier et de l'impératrice Théodora avec des courtisans ne sont pas du type montrant le souverain recevant l'approbation divine mais montrent chacun un des deux membres du couple impérial se tenant debout avec confiance avec un groupe de serviteurs et regardant le spectateur. Leur ampleur et la composition sont les seuls parmi les œuvres de grande envergure de ce genre qui nous sont parvenues. Également à Ravenne, existe une petite mosaïque de Justinien, peut-être à l'origine celle de Théodoric le grand dans la basilique Saint-Apollinaire-le-Neuf. Au cours du haut Moyen Âge, un groupe de portraits en mosaïque à Rome des Papes qui ont commandé la construction ou la reconstruction des églises les contenant montrent les personnages debout tenant des modèles du bâtiment, habituellement parmi un groupe de saints. Peu à peu, ces traditions font leur chemin vers le bas de l'échelle sociale, en particulier dans les enluminures où ce sont souvent des portraits des propriétaires, tandis que les manuscrits sont conservés pour qu'elle s'en serve par la personne qui les a commissionnés. Par exemple une chapelle à Malles Venosta dans le sud du Tyrol possède deux fresques des visages de donateurs d'avant 881, un laïc et l'autre d'un clerc tonsuré tenant un modèle du bâtiment. Dans les siècles qui suivent, évêques, abbés et autres membres du clergé sont les donateurs les plus fréquemment présentes, autre que les familles royales, et ils restent largement représentés dans les périodes ultérieures.
Les portraits de donateurs de nobles et riches hommes d'affaires sont de plus en plus communs dans les commissions au XVe siècle, en même temps que les portraits de groupe commencent à être commandés par cette classe - mais il y a peut-être plus de portraits de donateur dans les grandes œuvres des églises survivantes d'avant 1450 que de portraits sur panneaux. Un format flamand très commun au milieu du siècle est celui du petit diptyque avec une Vierge à l'Enfant, le plus souvent sur l'aile gauche, et un « donateur » sur la droite - le donateur étant ici un propriétaire car ceux-ci étaient normalement destinés à être conservés au domicile du commanditaire. Dans ces diptyques, le portrait peut adopter une pose de prière ou peut poser plus comme le sujet dans un portrait purement profane. Le diptyque de Wilton de Richard II d'Angleterre est un précurseur de ce format flamand. Dans certains de ces diptyques, le portrait du propriétaire initial a été repeint avec celui d'un possesseur ultérieur par-dessus.
Le « portrait de présentation » est une convention particulière aux enluminures où le manuscrit commence par un personnage, souvent à genoux, qui présente le manuscrit à son propriétaire, ou parfois le propriétaire qui a commandé le livre. La personne qui présente peut-être un courtisan qui fait un don à son prince, mais il s'agit souvent de l'auteur ou d'un secrétaire, cas dans lesquels le bénéficiaire a effectivement payé pour le manuscrit.

## Iconographie des donateurs peints

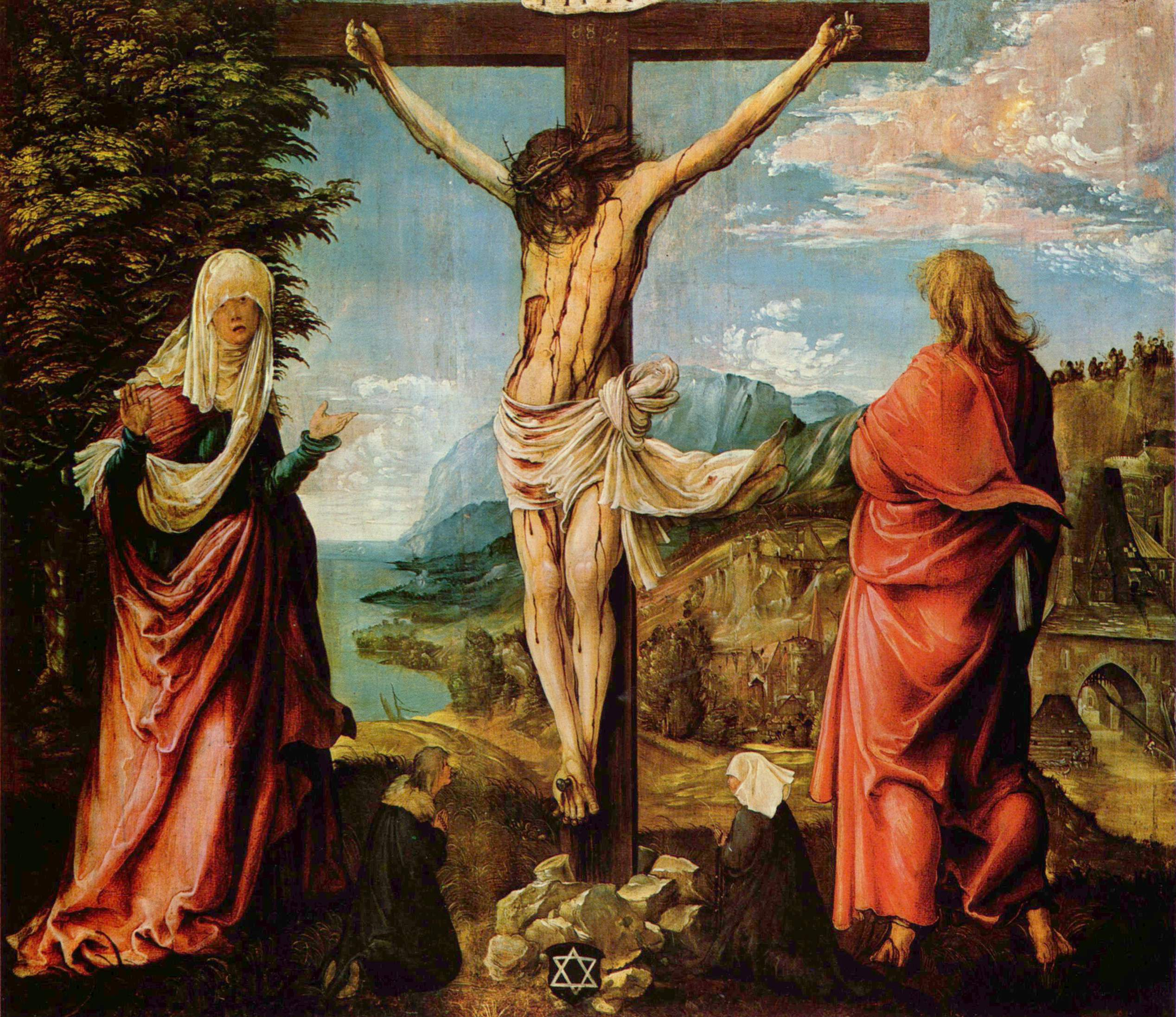
Crucifixion par Albrecht Altdorfer, c. 1514, avec un minuscule couple de donateurs entre les pieds des personnages principaux. Altdorfer est l'un des derniers grands artistes à conserver cette convention.

Au Moyen Âge, les personnes des donateurs sont souvent présentées à une échelle beaucoup plus petite que les personnages sacrés, changement daté par Dirk Kocks du XIVe siècle, bien que des exemples antérieurs peuvent se trouver dans des manuscrits. Une convention plus tardive consiste à représenter les personnes à environ trois quarts de la taille des principaux personnages. À partir du XVe siècle, des primitifs flamands comme Jan van Eyck intègrent, avec différents degrés de subtilité, des portraits de donateur dans l'espace de la scène principale des retables, à la même échelle que les principaux personnages.
Un style comparable se retrouve dans la peinture florentine de la même époque, comme dans La Trinité de Masaccio (1425–28) exposée dans la basilique Santa Maria Novella où, cependant, les donateurs sont représentés à genoux sur le rebord extérieur et en dessous du principal cadre architectural. Cette innovation, toutefois, n'apparaît pas dans la peinture vénitienne avant la fin du siècle suivant. Normalement, les principaux personnages ne tiennent pas compte de la présence des intrus dans les scènes narratives, mais les saints présents peuvent poser une main en soutien sur leur épaule dans un panneau latéral. Mais chez les sujets de dévotion tels qu'une Vierge et l'Enfant (en), qui sont plus susceptibles d'avoir été destinés à la maison du donateur, les principaux personnages peuvent regarder ou bénir le donateur, comme dans le Memling montré ci-dessus.
Avant le XVe siècle, la ressemblance physique peut ne pas avoir souvent été tentée ou accomplie; les personnes présentées peuvent en tout cas souvent ne pas être disponibles pour l'artiste, ou encore même en vie. Au milieu du XVe siècle ce n'est plus le cas et les donateurs dont d'autres ressemblances survivent peuvent souvent être vus comme étant soigneusement dépeints, même si, comme dans le Memling ci-dessus, les jeunes filles en particulier apparaissent souvent comme des beautés standardisées dans le style de l'époque.

Présentation de Jésus au Temple, ca 1470. Debout à côté de la Sainte Famille, les deux jeunes filles vêtues à la mode, et probablement le jeune homme sur la droite, sont des portraits de donateur.

Dans les scènes narratives, les donateurs commencent à être insérés parmi les personnages de la scène représentée, peut-être une innovation de Rogier van der Weyden, où ils peuvent souvent être distingués par leur onéreuses tenues vestimentaires contemporaines. À Florence existe déjà la tradition d'inclure des portraits de notables de la ville dans les scènes de foule (tradition mentionnée par Leon Battista Alberti), voir la Procession des Mages par Benozzo Gozzoli (1459–61), qui est certes dans la chapelle privée du palais Medici-Riccardi mais qui est dominée par la prestigieuse procession contenant plus de portraits des Médicis et de leurs alliés qu'il n'est de nos jours possible d'identifier. En 1490, lorsque le grand cycle de fresques de la chapelle Tornabuoni par Domenico Ghirlandaio est achevé, les membres de la famille et les alliés politiques des Tornabuoni peuplent plusieurs scènes en nombre considérable, en plus des portraits agenouillés classiques de Giovanni Tornabuoni et de son épouse. Dans un passage souvent cité, John Pope-Hennessy caricature les donateurs italiens du XVIe siècle. 
« la vogue des portraits collectifs se développe et se développe ... statut et portrait sont devenus inextricablement liés et il n'y a presque rien que les clients ne feraient pour s'immiscer dans les peintures; ils lapideraient les femmes adultère, ils nettoieraient après le martyre, ils serviraient à la table d'Emmaüs ou dans la maison du pharisien. Les anciens de l'histoire de Suzanne sont les quelques respectables personnages vénitiens qui ne veulent pas se faire passer pour. ... la seule éventualité qu'ils n'envisagent pas est celle qui s'est effectivement produite, que leurs visages leur survivent mais que leurs noms s'égarent. »
En Italie, les donateurs ou les propriétaires, sont rarement représentés comme les grandes figures religieuses, mais dans les cours d'Europe du Nord, il y en a plusieurs exemples à la fin du XVe siècle et au début du XVIe siècle, la plupart du temps sur de petits panneaux non destinés à être exposés à la vue du public,. Le plus célèbre d'entre eux est la représentation en Virgin lactans (ou juste post-lactans) d'Agnès Sorel (morte en 1450), la maîtresse de Charles VII de France sur un panneau de Jean Fouquet. 

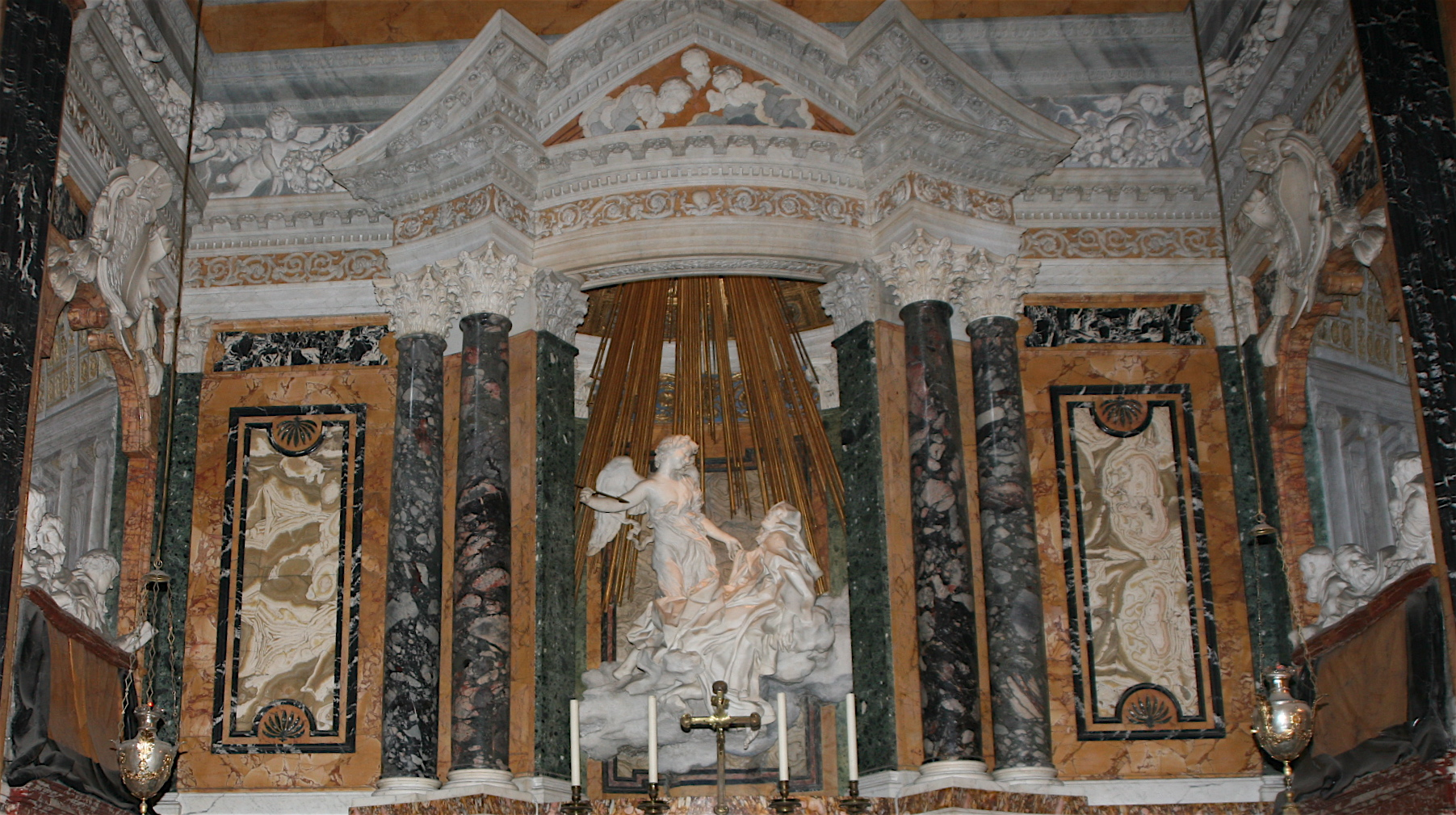
Gian Lorenzo Bernini's L'Extase de sainte Thérèse, Santa Maria della Vittoria, Rome.

Bien que les interprètes cléricaux des vagues décrets relatifs à l'art du Concile de Trente, tel que Saint Charles Borromée, ont désapprouvé les portraits de donateurs dans les œuvres pour les églises et dans l'héraldique, ceux-ci ont survécu bien avant dans la période baroque et développé un équivalent profane dans la peinture d'histoire, même si dans ce cas ce sont souvent les principaux personnages auxquels sont donnés les caractéristiques du commanditaire. Un exemple très tardif de l'ancien format flamand du triptyque avec les donateurs figurant sur les panneaux extérieurs est le Triptyque de Rockox de Rubens en 1613-15, autrefois dans une église sur la pierre tombale des donateurs et maintenant au musée royal des beaux-arts d'Anvers. Le panneau central représente l'Incrédulité de Thomas et le tableau dans son ensemble est ambigu quant à savoir si les donateurs sont représentés comme occupant le même espace que la scène sacrée, avec des indications dans les deux sens.
Un développement profane plus avancé est le « portrait historié » sur lequel des groupes de sujets de portrait posent comme des personnages historiques ou mythologiques. L'un des groupes les plus célèbres et les plus étonnants de portraits de donateur baroques est celui des membres masculins de la famille Cornaro, assis dans des boîtes comme au théâtre de chaque côté du retable sculpté de L'Extase de Sainte Thérèse (1652) par Gian Lorenzo Bernini. Cette représentation est issue de fresques de Pellegrino Tibaldi un siècle tôt, qui utilisent la même vanité.
Bien que les portraits de donateur ont été relativement peu étudiés en tant que genre distinct, l'intérêt s'est développé au cours des dernières années et un débat est apparu sur leur relation, en Italie, avec la montée de l'individualisme du début de la Renaissance italienne, ainsi que sur les changements dans leur iconographie après la mort noire du milieu du XIVe siècle.

## Galerie

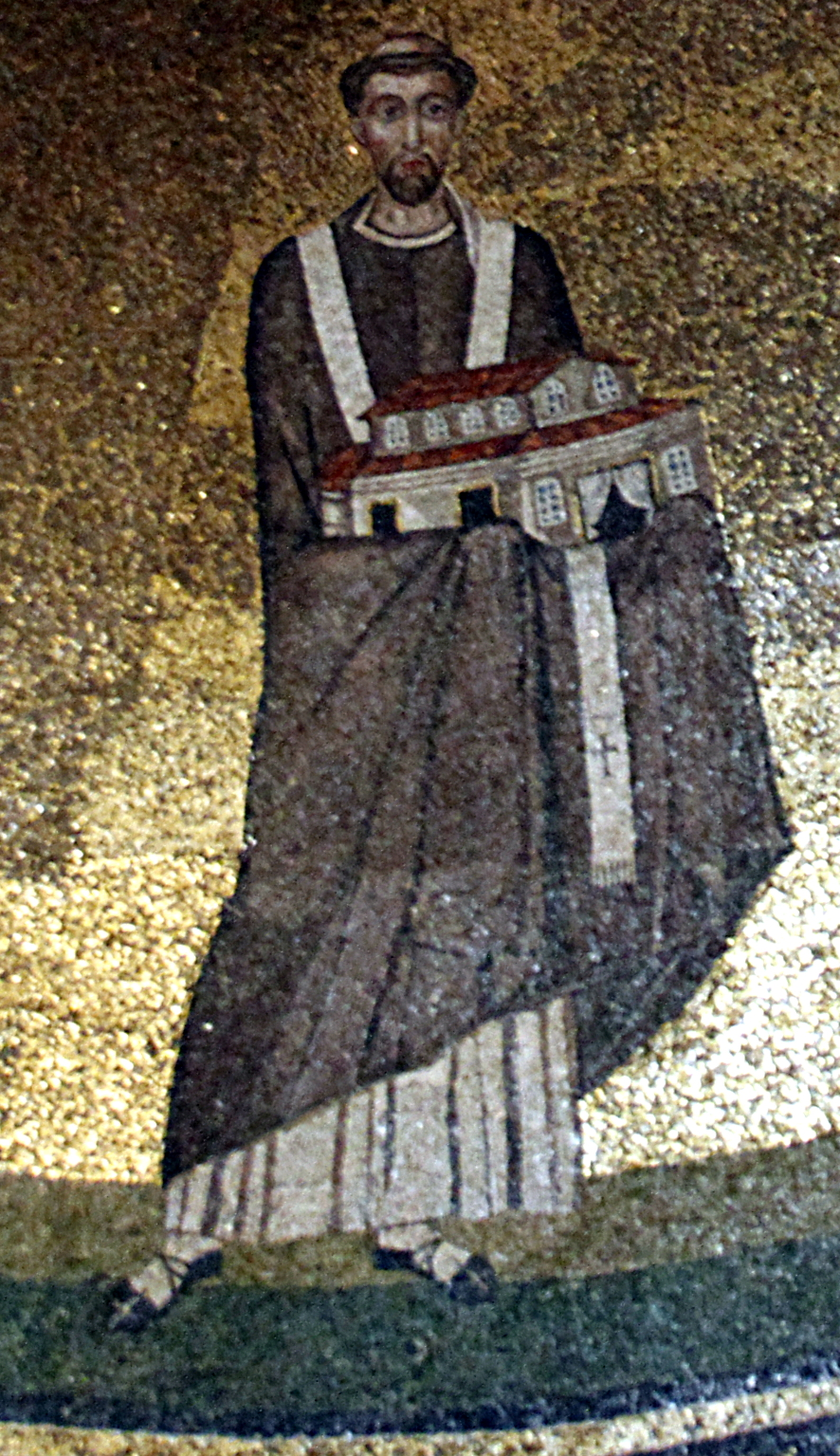
Le pape Honorius Ier (mort en 638), mosaïque dans l'église Sant'Agnese fuori le Mura à Rome, portant une maquette de l'église qu'il construit.
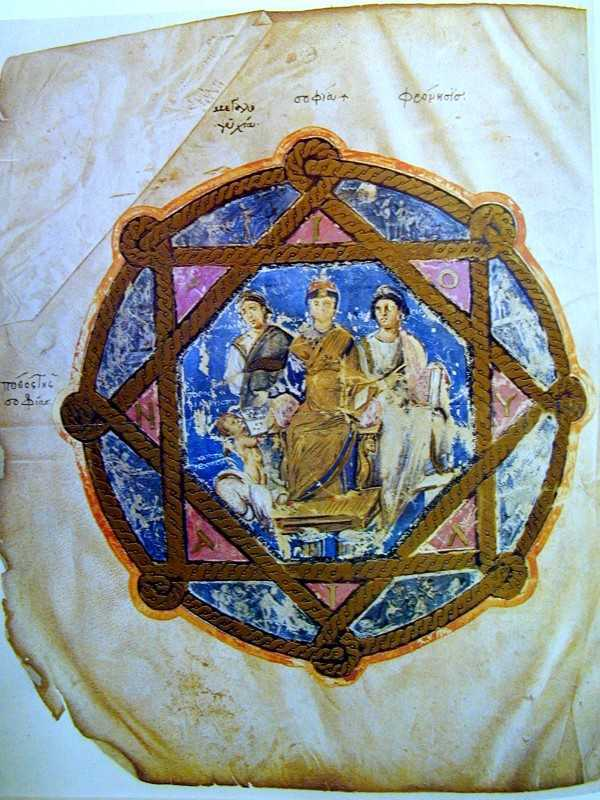
Portrait de donateur d'Anicia Juliana du VIe siècle, la princesse byzantine qui a commandé l'enluminure connue sous le nom Dioscoride de Vienne.
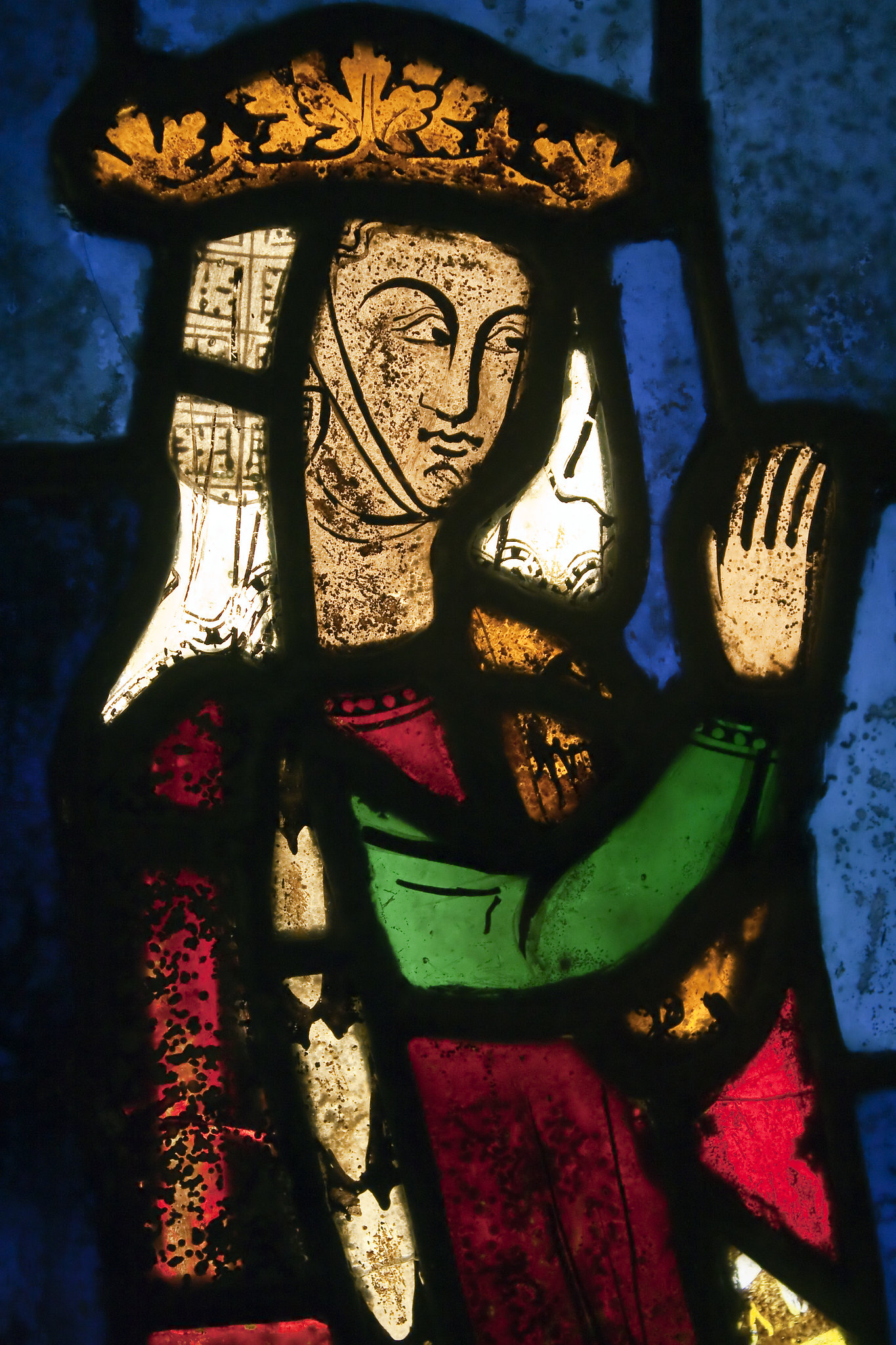
Ce vitrail dépeignant Béatrice de Falkenbourg (morte en 1277) comme bienfaitrice pour les Franciscains, est le plus ancien portrait de donateur sur vitrail conservé (Collection Burrell).
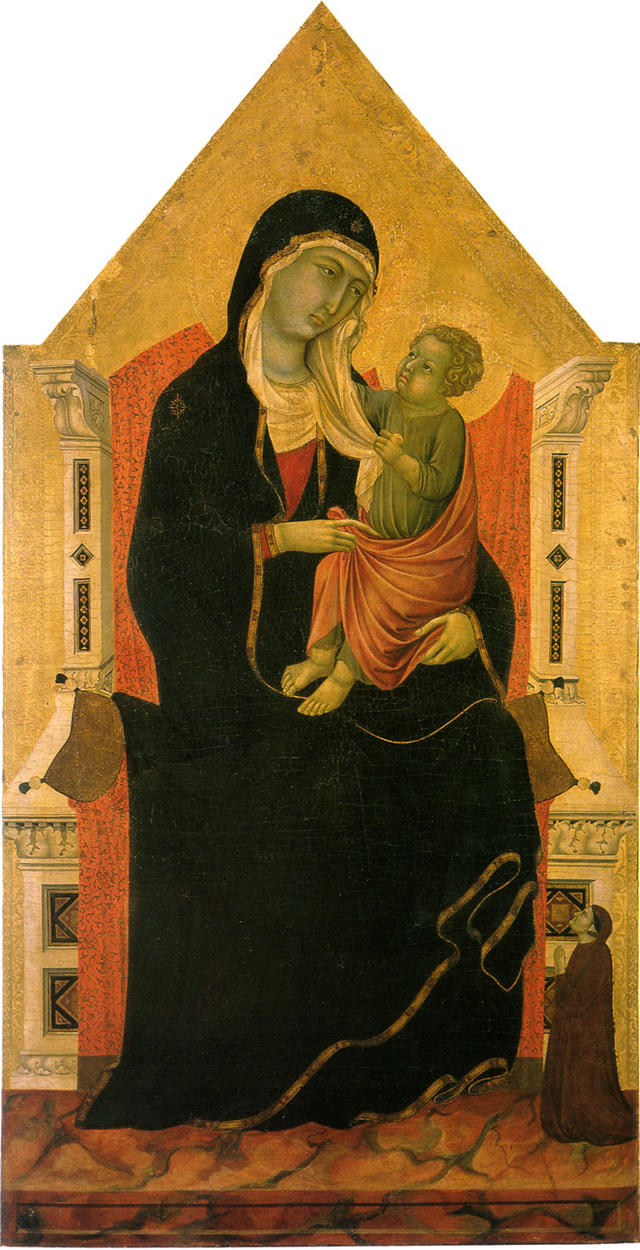
Petit donateur avec la Vierge et l'Enfant sur le trône, ca 1335
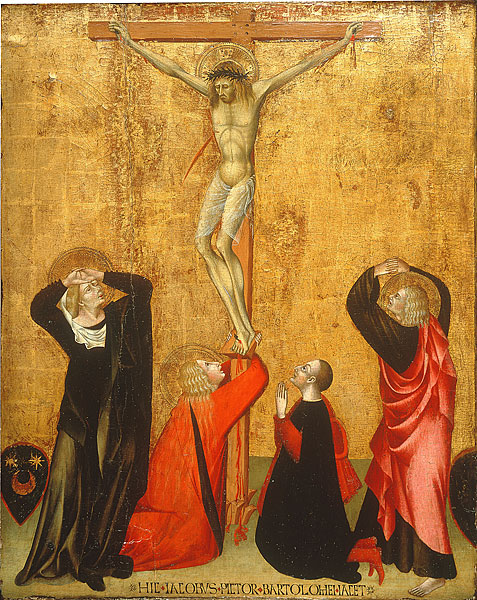
Crucifixion de Giovanni di Paolo avec le donateur Jacopo di Bartolomeo, nommé dans l'inscription et avec son blason à gauche
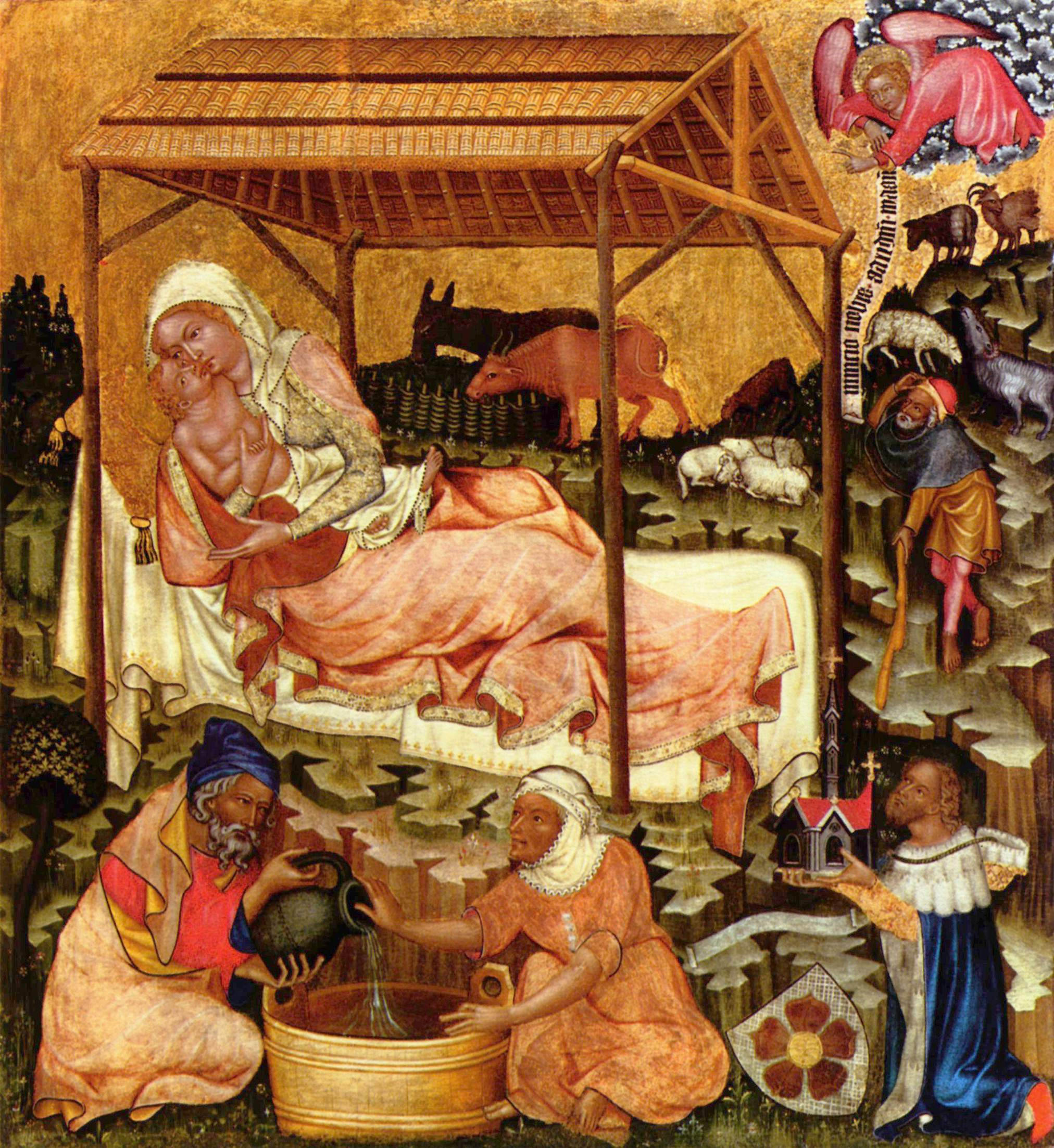
Maître de Vyšší Brod, un maître de Bohême, ca. 1350, avec le portrait en donateur de Charles IV du Saint-Empire portant une église miniature, comme il a vraisemblablement payé l'ensemble du bâtiment auquel est destinée la peinture.
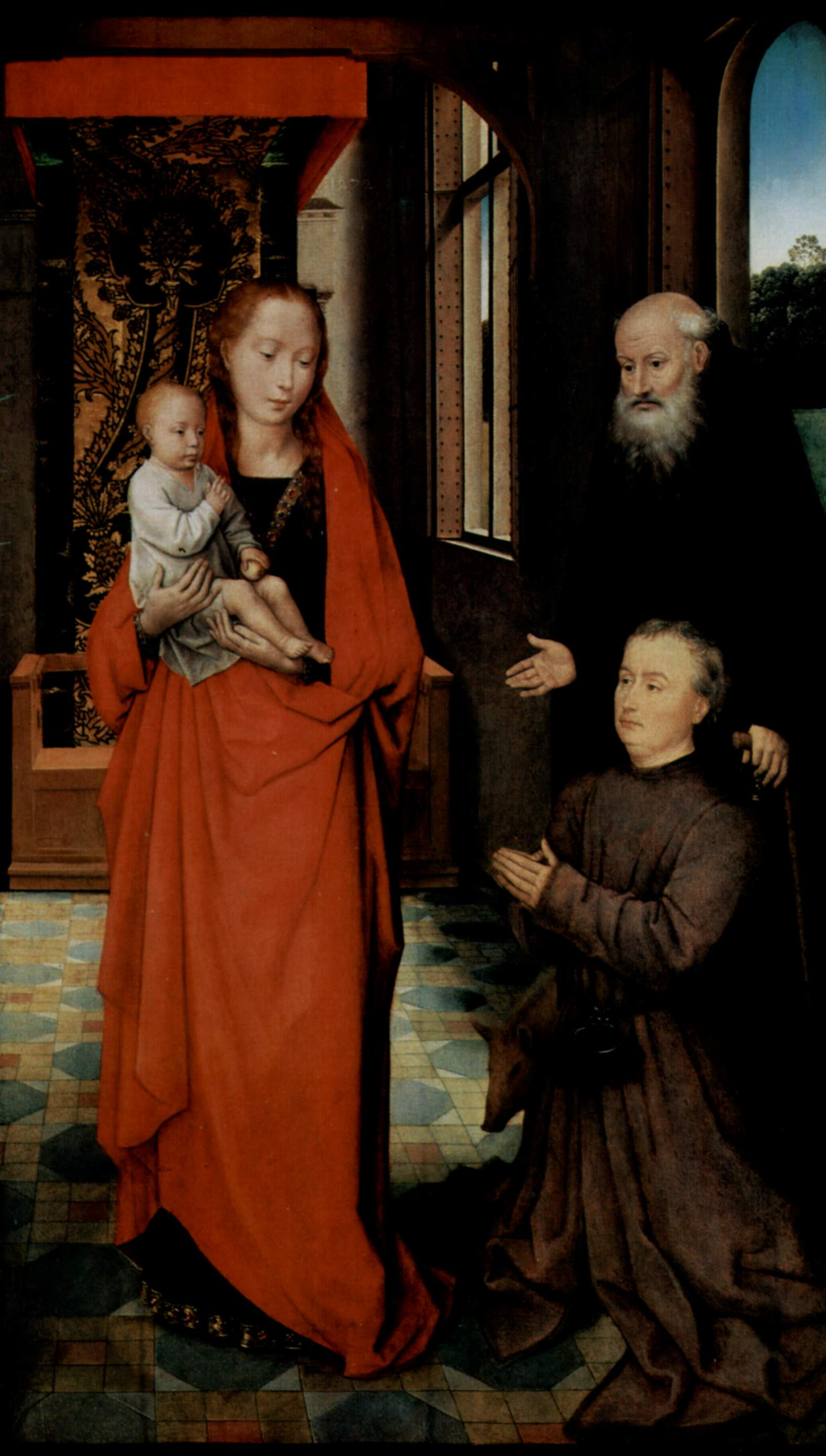
Hans Memling; la Sainte Vierge regarde avec bienveillance le donateur qui est présenté par Saint Antoine le Grand et béni par le Christ-enfant
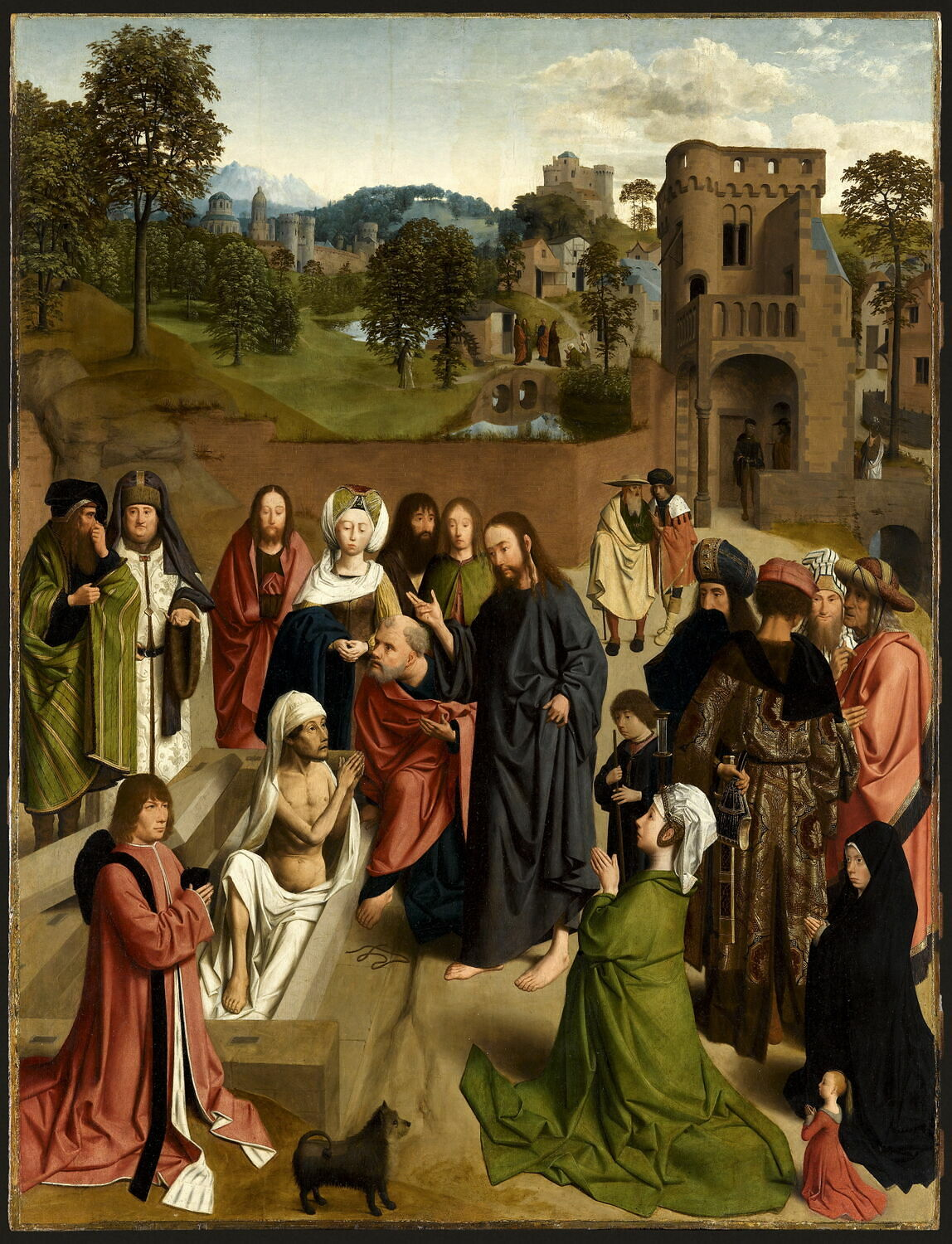
Geertgen tot Sint Jans, La Résurrection de Lazare avec un couple d'orants, avec cinq portraits de donateurs agenouillés (et peut-être le chien du donateur). La très petite fille est peut-être une enfant morte ou un ajout ultérieur à la famille et à la peinture
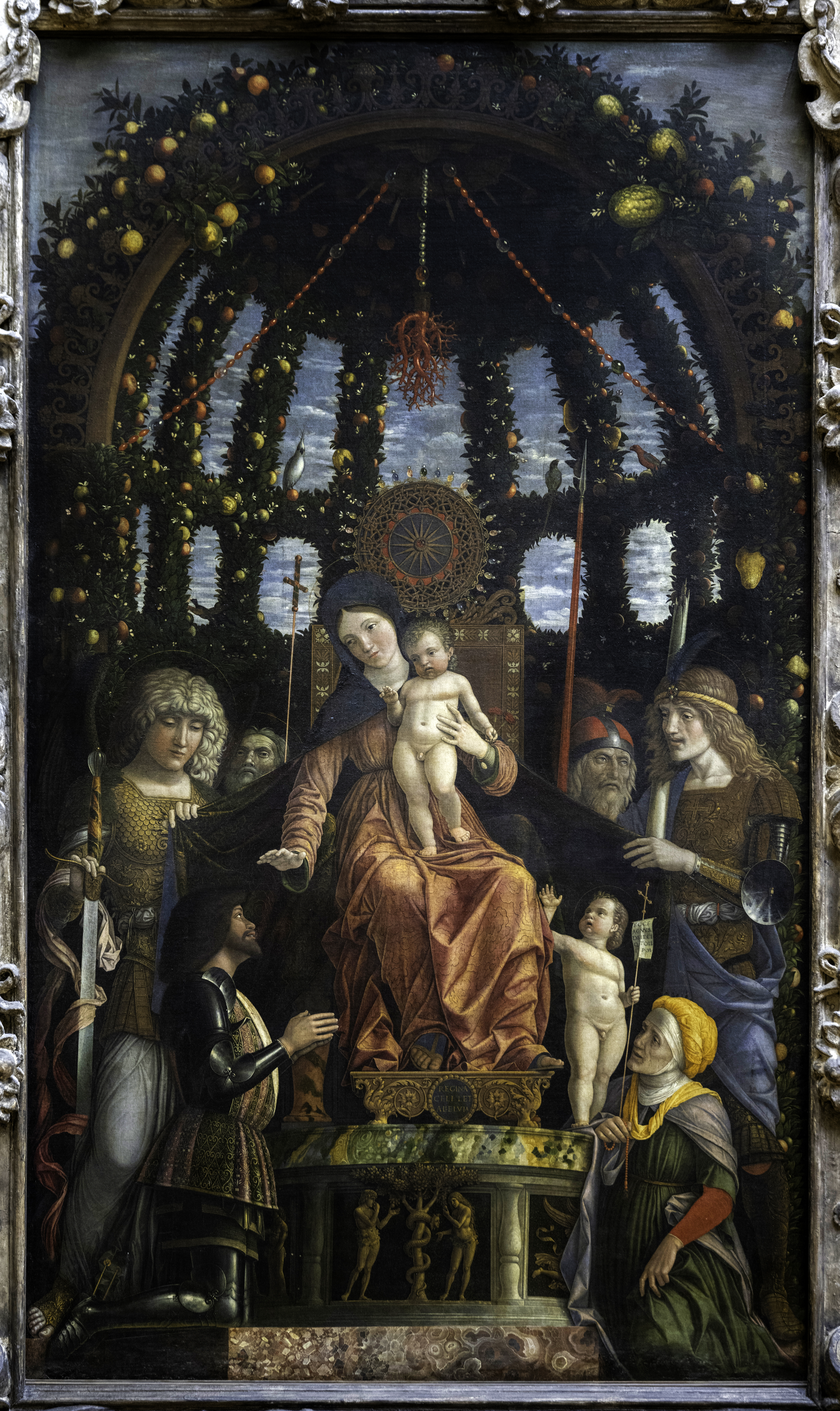
La Vierge de la Victoire d'Andrea Mantegna (c. 1496), avec François II de Mantoue.
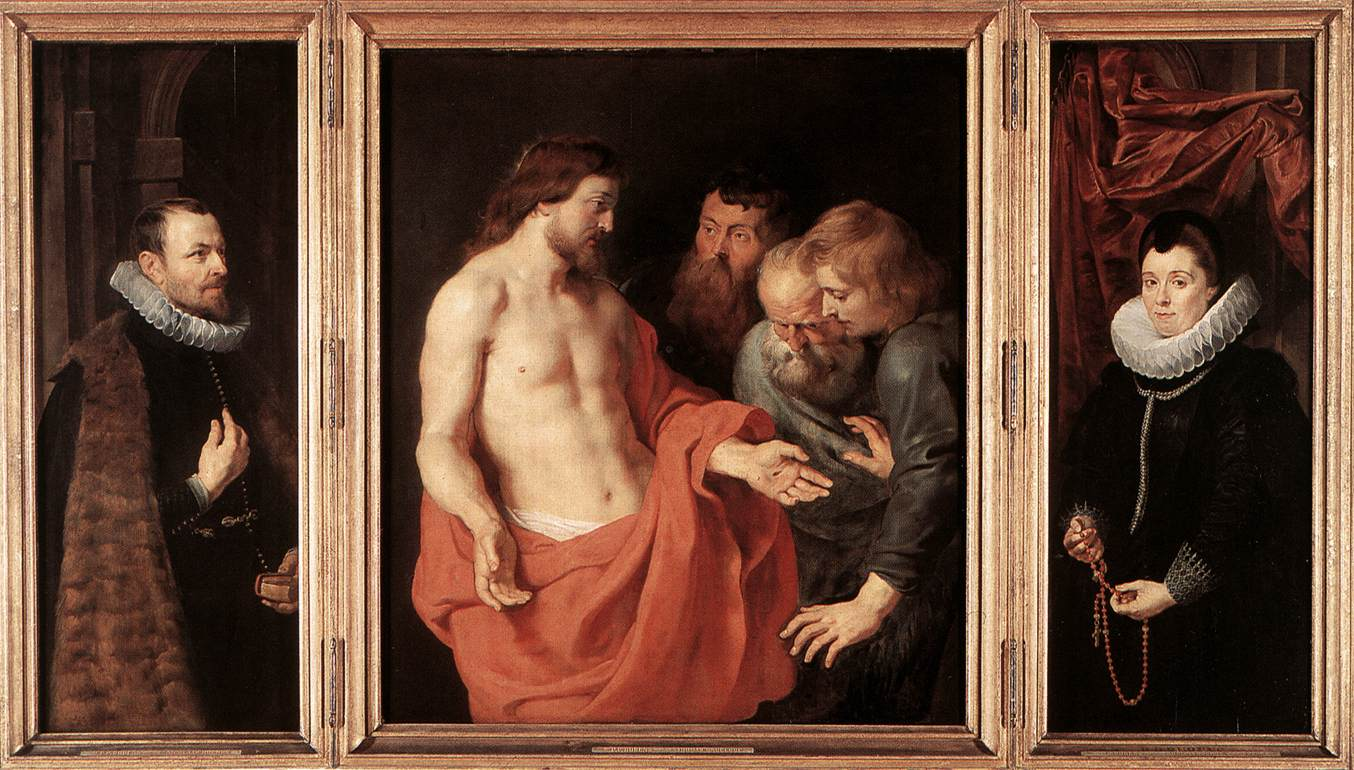
Rubens, Triptyque de Rockox, 1613–15
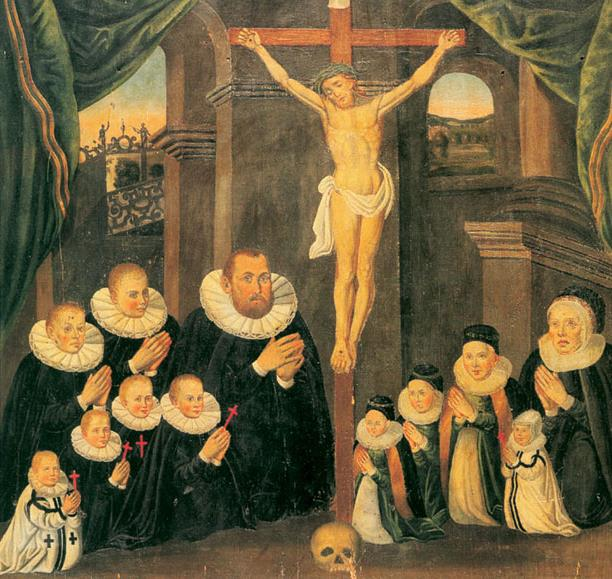
Un verrier prospère et sa famille, 1596. Les cinq enfants portant les croix sont morts; les deux avec des vêtements blancs garnis de noir apparemment avant que la peinture soit faite, sur les autres les croix ont probablement été ajoutées plus tard[32].
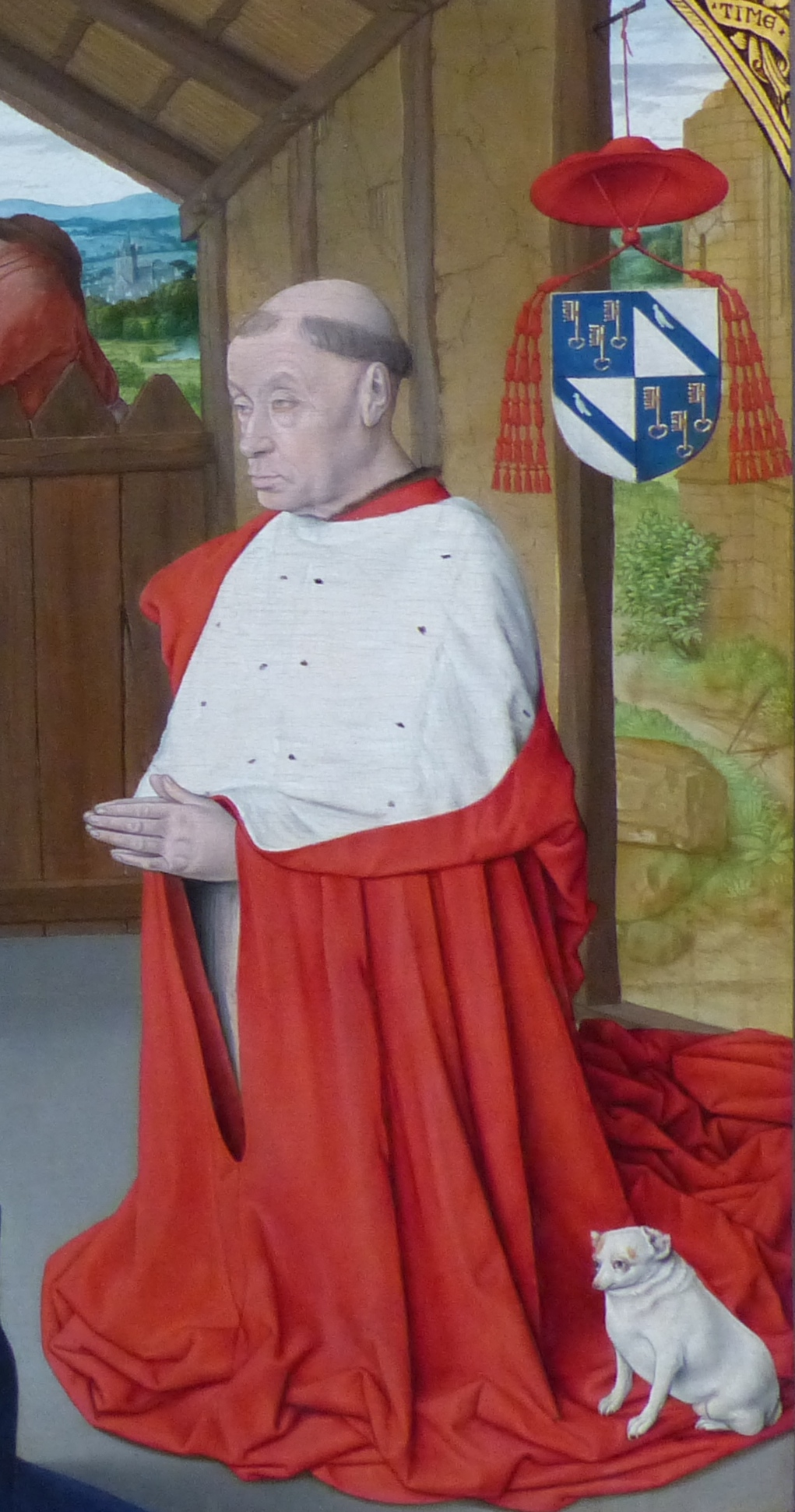
Le cardinal Rolin, donateur de la Nativité du Maître de Moulins (Autun).

## Source de la traduction
- (en) Cet article est partiellement ou en totalité issu de l’article de Wikipédia en anglais intitulé « Donor portrait » (voir la liste des auteurs).